# John Lithgow
John Lithgow   (Rochester, 19 d'octubre de 1945) és un actor nord-americà. Va estudiar a la Universitat Harvard i a l’Acadèmia de Música i Art Dramàtic de Londres abans de fer-se conegut pel seu treball divers a l'escenari i la pantalla. Ha rebut nombrosos reconeixements, com ara sis premis Emmy, dos premis Globus d'Or i dos premis Tony, així com nominacions a dos premis de l'Acadèmia, un premi BAFTA i quatre premis Grammy. Lithgow ha rebut una estrella al Passeig de la Fama de Hollywood el 2001 i va ser inclòs al Saló de la Fama del Teatre Americà el 2005.
Lithgow va fer el seu debut a Broadway a The Changing Room (1972) pel qual va rebre el seu primer premi Tony. El 1976 Lithgow va actuar al costat de Meryl Streep a les obres de teatre 27 Wagons Full of Cotton, A Memory of Two Mondays i Secret Service at The Public Theatre. Va rebre nominacions al premi Tony per Requiem for a Heavyweight (1985), M. Butterfly (1988) i Dirty Rotten Scoundrels (2005). El 2002, Lithgow va rebre el seu segon premi Tony, aquesta vegada per un musical, Sweet Smell of Success. El 2007, va fer el seu debut a la Royal Shakespeare Company com Malvolio a Twelfth Night. Va tornar a Broadway a les obres The Columnist (2012), A Delicate Balance (2014) i Hillary and Clinton (2019).
Va interpretar a Dick Solomon a la sèrie de televisió 3rd Rock from the Sun (1996–2001), guanyant tres premis Primetime Emmy al millor actor en una sèrie de comèdia. Va rebre més premis Primetime Emmy per les seves actuacions com Arthur Mitchell al drama Dexter (2009) i com Winston Churchill al drama de Netflix The Crown (2016-2019). També va protagonitzar Perry Mason de HBO (2020) i The Old Man de FX (2022).
Els primers papers de Lithgow inclouen a All That Jazz (1979) i Blow Out (1981) abans de rebre nominacions a l'Oscar com a millor actor secundari pels seus papers a The World Selon Garp (1982) i Terms of Endearment (1983). Altres pel·lícules destacades de Lithgow inclouen Twilight Zone: The Movie (1983), Footloose (1984), Harry and the Hendersons (1987), Raising Cain (1992), Cliffhanger (1993), A Civil Action (1998), Shrek (2001), Kinsey (2004), Love Is Strange (2014), Interstellar (2014), Miss Sloane (2016), Beatriz at Dinner (2017), Late Night (2019), Bombshell (2019) i Killers of the Flower Moon (2023) .

## Primers anys i educació
Lithgow va néixer el 19 d'octubre de 1945, a Rochester, Nova York. La seva mare, Sarah Jane (née Price), era una actriu jubilada. El seu pare, Arthur Washington Lithgow III, va ser un productor i director teatral que va dirigir el McCarter Theatre de Princeton, Nova Jersey. El seu pare va néixer a Puerto Plata, República Dominicana, en una família euro-americana; el seu besavi era vicecònsol i viceagent comercial al país. És el tercer de quatre fills i té tres germans: un germà gran David Lithgow, una germana gran Robin Lithgow i una germana petita Sarah Jane Bokaer. Al programa Finding Your Roots, Lithgow va descobrir que és descendent de vuit passatgers de Mayflower, inclòs el governador colonial William Bradford. A causa de la feina del seu pare, la família es va traslladar amb freqüència durant la infància de Lithgow. Va passar els seus anys d'infància a Yellow Springs, Ohio, on l'activista Coretta Scott King era la seva mainadera. Va passar els seus anys d'adolescència a Akron (vivint a Stan Hywet Hall) i Lakewood, Ohio.
Lithgow es va graduar a Princeton High School el 1963, mentre que Mitch Miller era l'amfitrió de Sing Along with Mitch. Després va estudiar història i literatura anglesa a Harvard College. Lithgow va viure a Adams House com a estudiant i més tard va formar part de la Junta de Supervisors de Harvard. Acredita una actuació a Harvard de Gilbert i Sullivan, Utopia Limited, per ajudar-lo a decidir fer-se actor. Va ser alumne del dramaturg Robert Chapman que va ser el director del Loeb Drama Center de Harvard. Lithgow es va graduar a Harvard el 1967 amb un AB magna cum laude i va ser elegit membre de Phi Beta Kappa. Després de graduar-se, Lithgow va guanyar una beca Fulbright per estudiar a la London Academy of Music and Dramatic Art. També després de graduar-se, va exercir com a director del Departament d'Arts i Literatura a WBAI, l'emissora de ràdio Pacific a la ciutat de Nova York.

## Carrera

### 1972–1995: assolir protagonisme

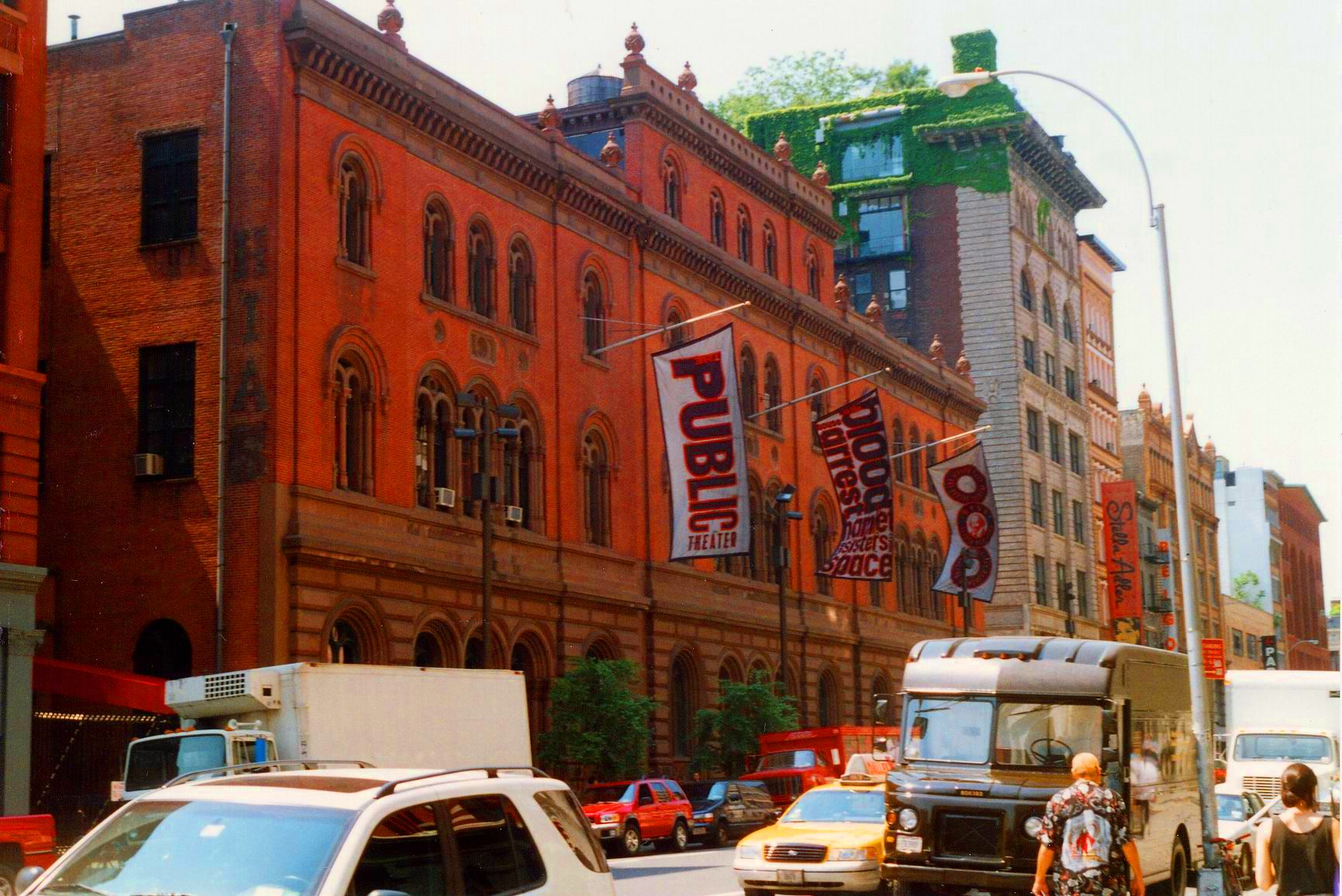
Lithgow ha protagonitzat nombroses produccions al Public Theatre

El 1972, Lithgow va fer el seu debut cinematogràfic a Dealing: Or the Berkeley-to-Boston Forty-Brick Lost-Bag Blues. El 1976 va protagonitzar un paper fonamental a Obsession with Cliff Robertson de Brian De Palma i Genevieve Bujold com a soci de negocis de Cliff Robertson, Robert Lasalle. El 1973, Lithgow va debutar a Broadway a The Changing Room at the Morosco Theatre de David Storey, fet que li va valer la seva primera nominació al Tony com a actor destacat en una obra de teatre i la seva primera victòria. També va guanyar un premi Drama Desk. L'any següent va tornar a protagonitzar a Broadway l'obra de comèdia My Fat Friend al costat de Lynn Redgrave al Brooks Atkinson Theatre. El 1976 va protagonitzar a Broadway A Memory of Two Mondays d’Arthur Miller al costat de Meryl Streep i Tom Hulce al Playhouse Theatre. El 1979, Lithgow va aparèixer a la pel·lícula semi-autobiogràfica de Bob Fosse, All That Jazz, com a Lucas Sergeant. El personatge es va basar lliurement en el director i coreògraf de Broadway de la vida real Michael Bennett, conegut pel seu treball a Follies, Company, Dreamgirls i A Chorus Line. Entre 1978 i 1980, Lithgow va aparèixer en deu episodis de la sèrie de revival de drama radiofònic CBS Radio Mystery Theatre. Lithgow va expressar el personatge de Yoda a les adaptacions de National Public Radio de The Empire Strikes Back i Return of the Jedi.
El 1982 i el 1983, Lithgow va ser nominat al Premi de l'Acadèmia al millor actor secundari per les seves interpretacions com Roberta Muldoon a El món segons Garp i com a Sam Burns a Termes d'amor. Les dues pel·lícules eren adaptacions a la pantalla de novel·les populars. El 1983, Lithgow va aparèixer en un remake de l'episodi clàssic de Twilight Zone Nightmare at 20.000 Feet a Twilight Zone: The Movie com el passatger paranoic fet famós al programa de televisió de William Shatner. En una entrevista amb Bill Moyers, Lithgow revela aquest paper com el seu favorit de la seva carrera cinematogràfica. També el 1983 Lithgow va aparèixer en un paper menor a la pel·lícula de televisió sobre l'apocalipsi nuclear The Day After. El 1984, va protagonitzar la pel·lícula The Adventures of Buckaroo Banzai Across the 8th Dimension com el Dr. Emilio Lizardo / Lord John Whorfin. També el 1984, va protagonitzar el 2010: The Year We Make Contact i va interpretar un pastor que condemna ballar a Footloose. El 1985, va protagonitzar al costat de Jodie Foster a Mesmerized. També el 1985, va protagonitzar Santa Claus: The Movie al costat de Dudley Moore. El 1986, va protagonitzar The Manhattan Project dirigida per Marshall Brickman. El 1987, Lithgow va protagonitzar la comèdia familiar de Bigfoot Harry and the Henderson. El 1985, va protagonitzar Rèquiem per un pes pesat escrit per Rod Serling al Martin Beck Theatre. El 1988 va protagonitzar M. Butterfly de David Henry Hwang al costat de BD Wong al Teatre Eugene O'Neill.

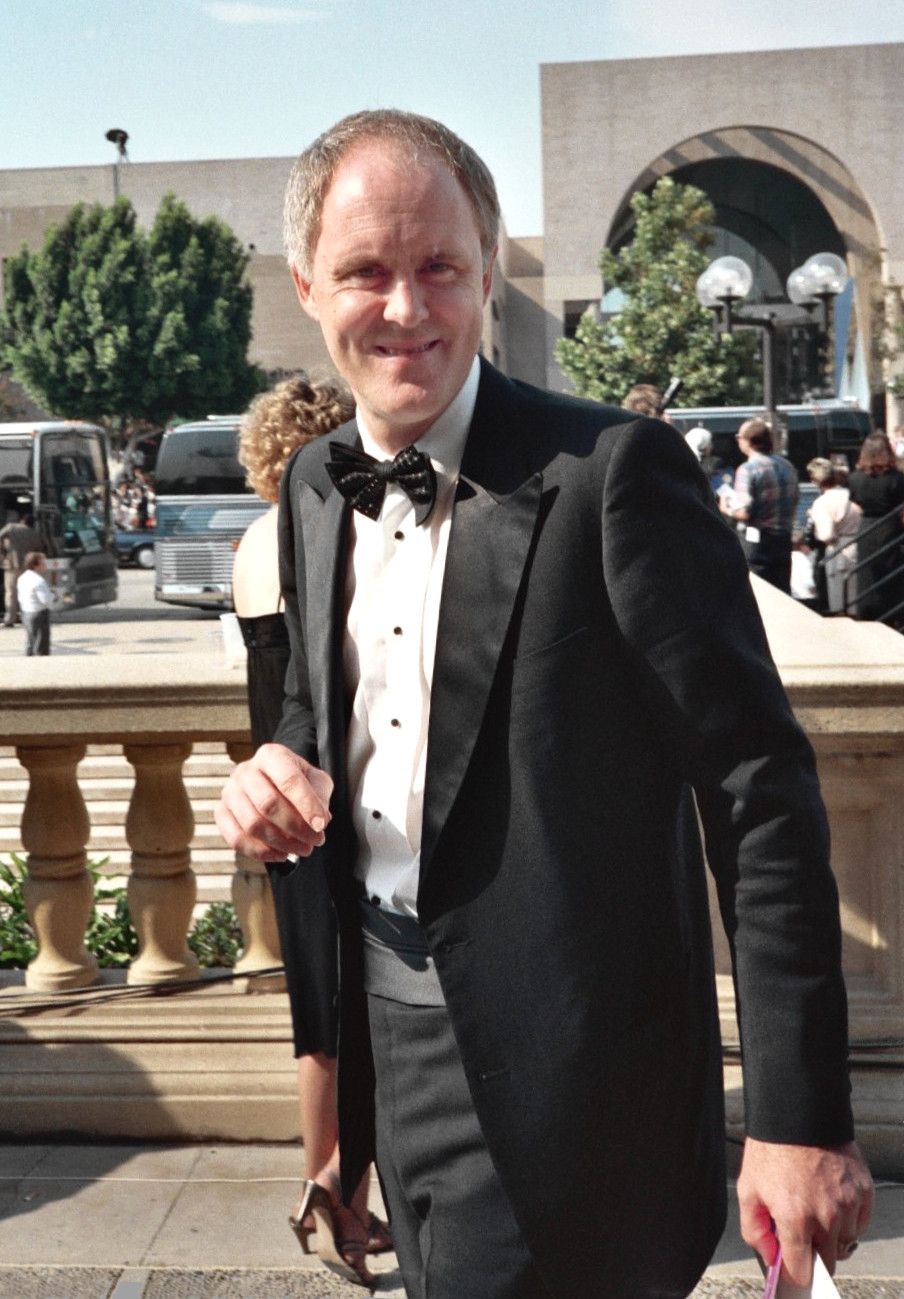
Lithgow als premis Primetime Emmy el 1988

El 1986, Lithgow va rebre un premi Primetime Emmy com a millor actor convidat en una sèrie dramàtica per la seva aparició a l'episodi de la sèrie d'antologia The Doll of the Amazing Stories. A més, Lithgow ha estat nominada a un premi Emmy com a millor actor secundari en una sèrie limitada o un especial per The Day After (1983) i dos premis Emmy com a millor actor principal en una minisèrie o un especial per a un lloc de descans (1986) i El guardià del germà (1995). Lithgow va ser abordat per interpretar el Dr. Frasier Crane a Cheers, però ho va rebutjar. El 1991, va protagonitzar la pel·lícula Ricochet al costat de Denzel Washington com Earl Talbot Blake, un criminal que busca venjança contra el policia que el va enviar a la presó. També el 1991, va interpretar a la missionera Leslie Huben a l'adaptació cinematogràfica de la novel·la de Peter Matthiessen En joc als camps del Senyor. El 1992, va protagonitzar un home amb trastorn de personalitat múltiple a la pel·lícula Raising Cain de Brian De Palma. El 1992, es va convertir en el narrador del clàssic del vídeo del Dr. Seuss, Yertle the Turtle and Other Stories. El 1993, va protagonitzar la pel·lícula Cliffhanger de Renny Harlin al costat de Sylvester Stallone com el líder terrorista Eric Qualen, i es va reunir amb Washington a la pel·lícula d’Alan J. Pakula The Pelican Brief. El 1994, Lithgow va interpretar Franklin Delano Roosevelt a la minisèrie de la NBC World War II: When Lions Roared (també coneguda com Then There Were Giants) dirigida per Joseph Sargent protagonitzada al costat de Michael Caine i Bob Hoskins. Va proporcionar la narració de la pel·lícula IMAX Special Effects: Anything Can Happen (1996).

### 1996–2015: actor consolidat
A la televisió, Lithgow és probablement més conegut pel seu paper protagonista de Dick Solomon a la comèdia de situació de la NBC de 1996-2001 3rd Rock from the Sun. Va rebre sis nominacions consecutives al Primetime Emmy Award com a millor actor principal en una sèrie de comèdia i va guanyar tres vegades (1996, 1997, 1999). El seu fill Ian apareixia regularment al seu costat com a Leon, un dels seus estudiants de física. El 1998, va aparèixer a la pel·lícula A Civil Action com el jutge Walter J. Skinner. Va cedir la seva veu al personatge Jean Claude a la pel·lícula d'animació de Nickelodeon Movies del 2000 Rugrats in Paris: The Movie. L'any 2001, Lithgow va guanyar el reconeixement per donar veu al malvat però nano Lord Farquaad a la pel·lícula d'animació de DreamWorks Shrek , guanyadora de l'Oscar al costat de Mike Myers, Eddie Murphy i Cameron Diaz. L'any 2002 va narrar Life's Greatest Miracle, un documental sobre el desenvolupament de l'embrió humà. Aquell mateix any Lithgow va tornar a Broadway interpretant JJ Hunsecker a l'adaptació de la pel·lícula de 1957 Sweet Smell of Success actuant al costat de Brian d'Arcy James. Lithgow va guanyar el premi Tony al millor actor protagonista en un musical per la seva actuació. El 2005, va protagonitzar a Broadway la comèdia musical Dirty Rotten Scoundrels al costat de Norbert Leo Butz a l’Imperial Theatre. Tot i que tots dos van ser nominats al premi Tony al millor actor protagonista en un musical, Butz va guanyar a Lithgow. Aquell mateix any, Lithgow va ser elegit al Saló de la Fama del Teatre Americà pel seu treball a Broadway, així com per les seves òperes de Verdi i Wagner. El 2003, Lithgow va escriure les narracions del ballet de Christopher Wheeldon Carnival of the Animals i va aparèixer com el personatge de l'elefant —la infermera Mabel Buntz— amb el New York City Ballet.

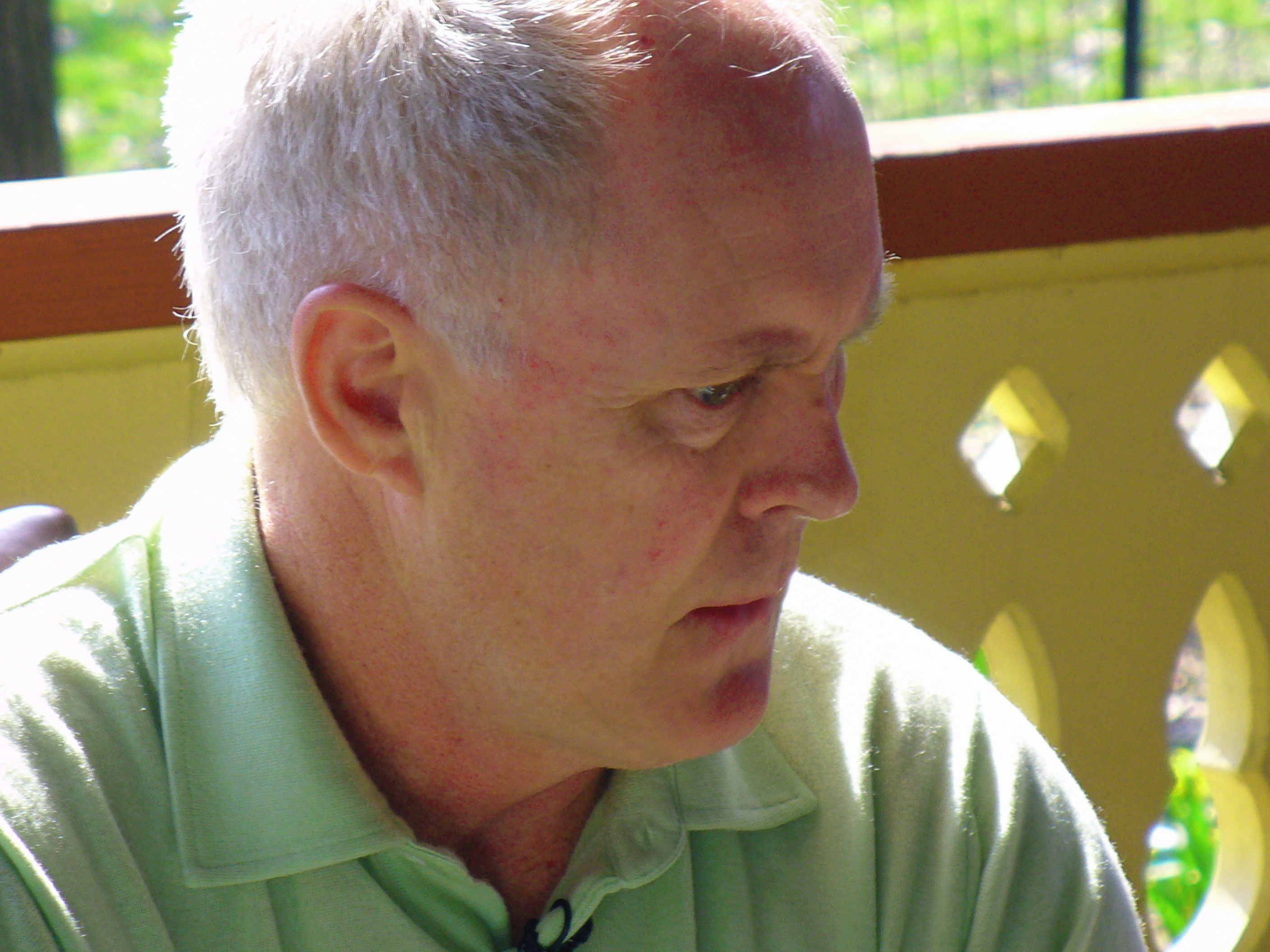
Lithgow el 2007

El 2004, va retratar el pare moralista i rígid d’Alfred Kinsey a la pel·lícula biogràfica Kinsey d'aquell any; Liam Neeson també va protagonitzar. L'any 2006, Lithgow va tenir un petit paper a la pel·lícula guanyadora de l'Acadèmia Dreamgirls com Jerry Harris, un productor de cinema que va oferir a Deena Jones (Beyoncé Knowles) un paper de pel·lícula. El 2005, Lithgow es va convertir en el primer actor a pronunciar un discurs de graduació a la Universitat Harvard i va rebre un doctorat honorari en Arts de la seva alma mater. Va ser presentat al Heinz Hall de Pittsburgh, Pennsilvània del 4 al 6 de desembre de 2009 per a les interpretacions del Rèquiem de Mozart amb la Pittsburgh Symphony Orchestra. Va narrar algunes cartes escrites per Wolfgang Amadeus Mozart, alguns poemes i seccions dl'Llibre de l'Apocalipsi en determinades parts de la representació. Va tornar per a un renaixement el 2005, la producció del Houston Ballet del mateix espectacle el 2007, i la producció del Pennsylvania Ballet el 2008. El 2007, Lithgow va interpretar a Malvolio a la producció de la Royal Shakespeare Company Twelfth Night, al The Courtyard Theatre, Stratford-upon-Avon, al Regne Unit.

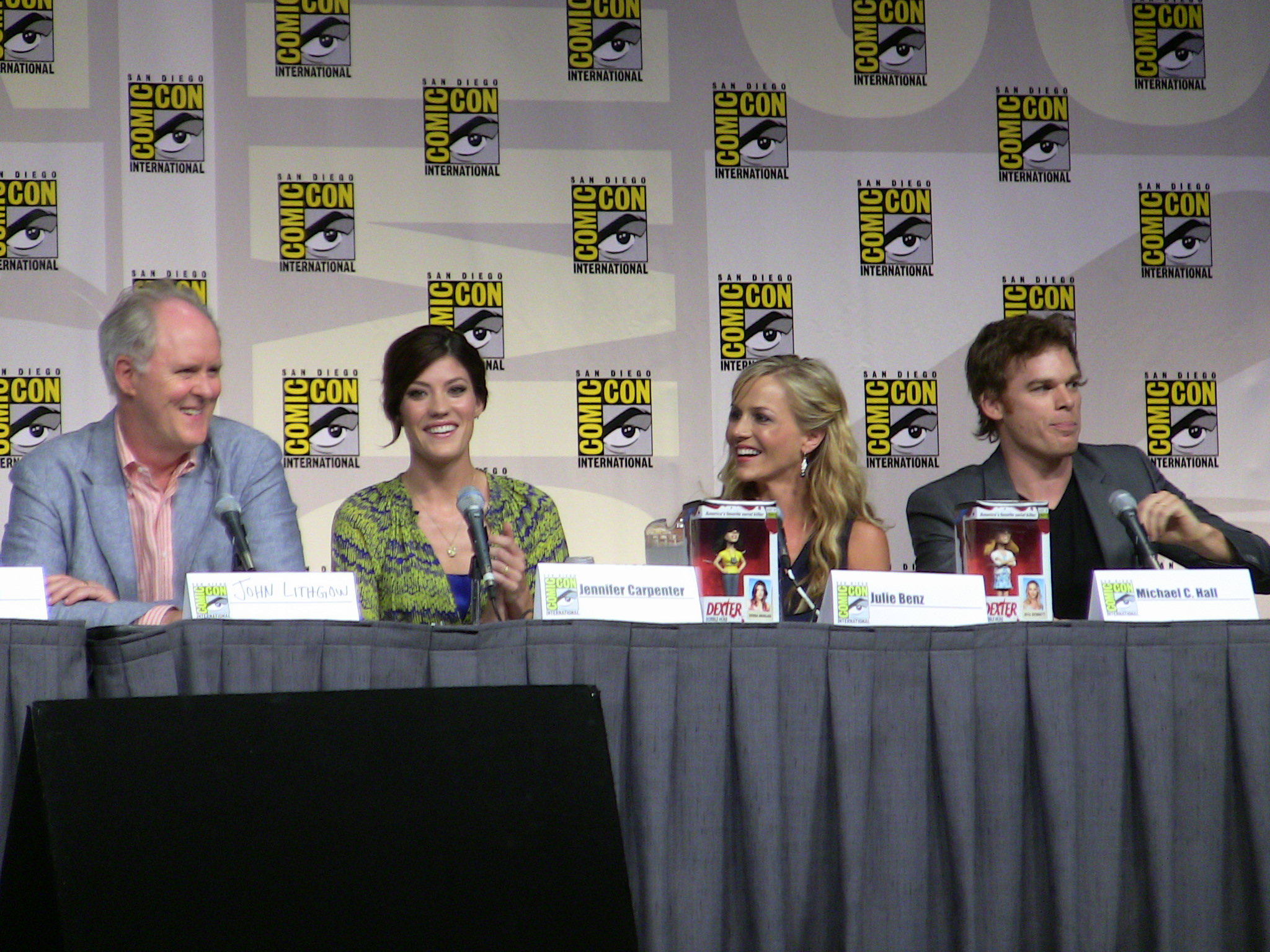
(LR): John Lithgow, Jennifer Carpenter, Julie Benz i Michael C. Hall a la Comic-Con de San Diego el juliol de 2009

Lithgow va protagonitzar amb Jeffrey Tambor la comèdia de situació de la NBC Twenty Good Years. Des del 2006, ha protagonitzat anuncis de Progresso, anunciant la seva marca de sopa. El 5 de març de 2009, Lithgow va fer un cameo al 30 Rock de la NBC actuant a l'episodi Goodbye, My Friend amb diverses referències al seu paper a Harry and the Henderson. El setembre de 2009, Lithgow es va unir al repartiment de Dexter com Arthur Mitchell, un assassí en sèrie i nemesi de Dexter Morgan. Va guanyar un Globus d'Or per aquest paper i va guanyar un Emmy com a millor actor convidat en una sèrie dramàtica. Va protagonitzar How I Met Your Mother en el paper del pare de Barney Stinson, Jerry. Entre el 2008 i el 2009, Lithgow va interpretar a Joe Keller en un revival a Broadway d’All My Sons d’Arthur Miller dirigit per Simon McBurney. Lithgow va protagonitzar al costat de Dianne Wiest, Patrick Wilson i Katie Holmes el seu debut a Broadway al Schoenfeld Theatre. Va presentar Paloozaville, un programa de vídeo per a nens a la carta a Mag Rack basat en els seus llibres infantils més venuts. Lithgow també apareix a Books By You, un joc d'ordinador per a nens i els guia a través dels passos per personalitzar un llibre predissenyat.
El 2010, Lithgow va protagonitzar la producció Off-Broadway de la comèdia Mr & Mrs Fitch de Douglas Carter Beane al costat de Jennifer Ehle al Second Stage Theatre que va tenir lloc del 22 de febrer de 2010 al 4 d'abril de 2010. El mateix any, va aparèixer breument a la comèdia romàntica Leap Year interpretant el pare d’Amy Adams. L'1 d'octubre de 2010, Lithgow va aparèixer al podcast de Doug Benson Doug Loves Movies, amb els altres convidats Paul F. Tompkins i Jimmy Pardo. Ha aparegut al programa de Chris Hardwick The Nerdist Podcast el 2012 i al podcast WTF amb Marc Maron el 2019. El setembre de 2011, Lithgow va aparèixer en una producció d'una sola nit de l'obra de teatre 8 de Dustin Lance Black, una recreació escenificada del judici federal que va anul·lar la prohibició de la Proposició 8 de Califòrnia sobre el matrimoni entre persones del mateix sexe, com l'advocat Theodore Olson per recaptar diners per la Fundació Americana per a la Igualtat de Drets. El 2015, Lithgow va fer la veu en off de Gore Vidal al documental Best of Enemies amb Kelsey Grammer. El 18 d'octubre de 2017, Lithgow va ser coautor dels mots encreuats diaris del New York Times. El 2012 Lithgow va tornar a Broadway a l'obra The Columnist de David Auburn, que va tocar al Manhattan Theatre Club. L'actuació li va valdre una nominació al premi Tony al millor actor en una obra de teatre. A l'hivern del – va aparèixer al revival londinenc de The Magistrate d’Arthur Wing Pinero com a magistrat de policia Aeneas Posket al National Theatre.
El 2014, va tornar al Delacorte Theater de Central Park i Shakespeare in the Park per a la temporada d'estiu 2014 en el paper principal de Shakespeare's El Rei Lear, dirigida pel guanyador del premi Tony Daniel Sullivan. La producció va ser la primera obra al teatre des de 1973 i la primera vegada que Lithgow hi va anar des de 1975, quan havia interpretat a Laertes. A la tardor del 2014, Lithgow va tornar a Broadway com a Tobias en una revival d'A Delicate Balance d'Edward Albee. Va actuar al costat de Glenn Close, Martha Plimpton, Lindsay Duncan, Bob Balaban i Clare Higgins. Pam MacKinnon va dirigir la producció limitada de 18 setmanes al John Golden Theatre. Lithgow va guanyar l'atenció de la crítica per protagonitzar la pel·lícula romàntica independent d’Ira Sachs Love Is Strange (2014). La pel·lícula va rebre un 94% a Rotten Tomatoes amb la lectura de consens mantinguda a l'altura per les notables actuacions de John Lithgow i Alfred Molina, Love Is Strange serveix com un graciós homenatge a la bellesa del compromís davant l'adversitat. La pel·lícula també va rebre quatre nominacions a l'Independent Spirit Award, tant per a Lithgow com per a Molina. Lithgow durant la dècada de 2010 va aparèixer a Rise of the Planet of the Apes (2011), En campanya tot s'hi val de Jay Roach (2012), This Is 40 de Judd Apatow (2012), Interstellar de Christopher Nolan (2014), i The Homesman de Tommy Lee Jones (2014). El 2015, Lithgow va fer un cameo a Louie de Louis CK a l'episodi de la cinquena temporada "Sleepover" al costat de Glenn Close, Michael Cera i Matthew Broderick.

### 2016-present

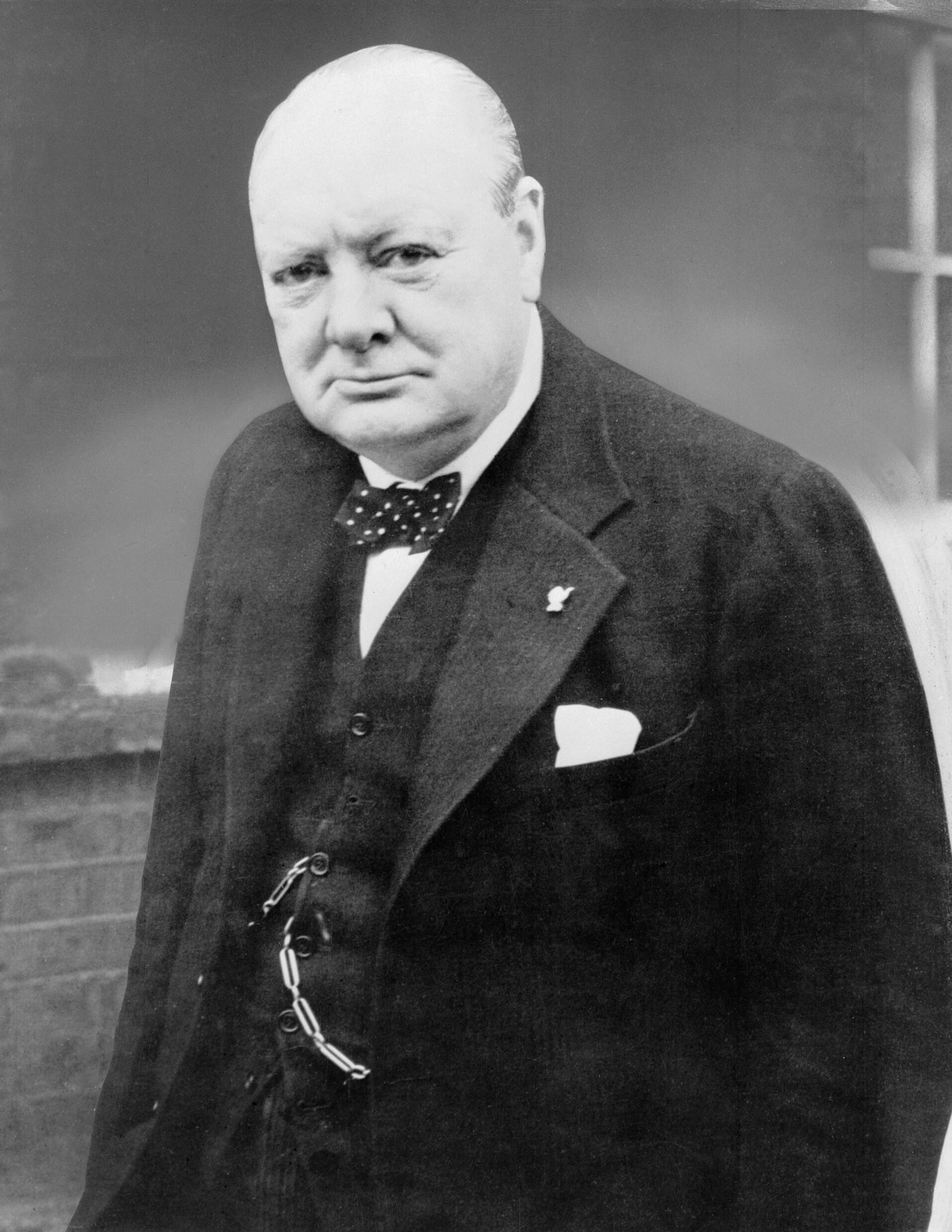
Lithgow va interpretar Winston Churchill, que es mostra a dalt, a la sèrie de Netflix The Crown

El 2016, Lithgow va aparèixer a la primera temporada de The Crown (2016) interpretant Winston Churchill. Lithgow va guanyar nombrosos premis per la seva actuació, com ara un Primetime Emmy Award i un Screen Actors Guild Award. Després, Lithgow va protagonitzar la pel·lícula independent Beatriz at Dinner (2017). Lithgow va protagonitzar l'obra en solitari John Lithgow: Stories by Heart, que es va estrenar a Broadway l'11 de gener de 2018 a l’American Airlines Theatre, escrita per Lithgow. Lithgow ha representat aquesta obra pels Estats Units començant al Lincoln Center Theatre amb Willie Nelson el 2008, amb una actuació de tornada al Lincoln Center programada d'abril a maig de 2019. Durant aquest temps també va actuar a The Accountant de Gavin O'Connor, Miss Sloane de John Madden (2016), Daddy's Home 2 de Sean Anders (2017), Pitch Perfect 3 de Trish Sie (2017) i un nova adaptació de la novel·la de Stephen King, Pet Sematary (2019).
El 2017, Lithgow va protagonitzar Trial &Error com un professor que es veu implicat en l'assassinat de la seva dona a la primera temporada (primavera de 2017) de la sèrie de falsos documentals. El 2018, Lithgow va ser un dels actors que va donar veu a l'audiollibre A Day in the Life of Marlon Bundo. El 2019, Lithgow va prestar la seva veu per a una reproducció d'àudio If You Win d'Emily Chadick Weiss per Playing on Air i es va estrenar a la primavera del 2020. Lithgow va interpretar a Bill Clinton al costat de Laurie Metcalf com a Hillary Clinton a l'obra de Lucas Hnath Hillary and Clinton a Broadway al John Golden Theatre. L'obra es va estrenar el 18 d'abril de 2019 i es va tancar el 23 de juny de 2019. El 2019, Lithgow va protagonitzar la comèdia Late Night de Mindy Kaling. La pel·lícula estrenada al Festival de Cinema de Sundance es va estrenar el 7 de juny de 2019. Aquest mateix any va interpretar el director general de Fox News, Roger Ailes, a la pel·lícula Bombshell, protagonitzada per Charlize Theron, Margot Robbie i Nicole Kidman.
El 2020, Lithgow va interpretar l'advocat Elias Birchard "EB" Jonathan a la primera temporada del reinici d'HBO de Perry Mason. A la història, el Sr. Birchard comença com l'empresari de Mason, que és el seu investigador. El 28 de juny de 2021, Showtime va confirmar que Lithgow repetiria el seu paper d'Arthur Mitchell a la sèrie limitada Dexter de 10 episodis, amb Clyde Phillips que tornaria com a escriptor principal. La sèrie es va estrenar el 7 de novembre de 2021. El 2022, Lithgow va interpretar Harold Harper a la sèrie de Hulu The Old Man al costat de Jeff Bridges. Per la seva actuació va rebre una nominació al Globus d'Or al millor actor secundari – sèrie, minisèrie o pel·lícula de televisió. El 2023, Lithgow va actuar a Killers of the Flower Moon de Martin Scorsese com a fiscal Leaward. La pel·lícula va protagonitzar Leonardo DiCaprio, Lily Gladstone i Robert De Niro. El 2024, participarà a la pel·lícula d'animació Spellbound amb Rachel Zegler, Nicole Kidman, Javier Bardem i Nathan Lane, que s'estrenarà a Netflix.
El maig de 2024 es va anunciar que Lithgow protagonitzaria al costat d'Olivia Colman Jimpa, dirigida per la directora australiana Sophie Hyde i filmada a Austràlia Meridional, Amsterdam i Hèlsinki.

## Altres treballs

### Treball infantil

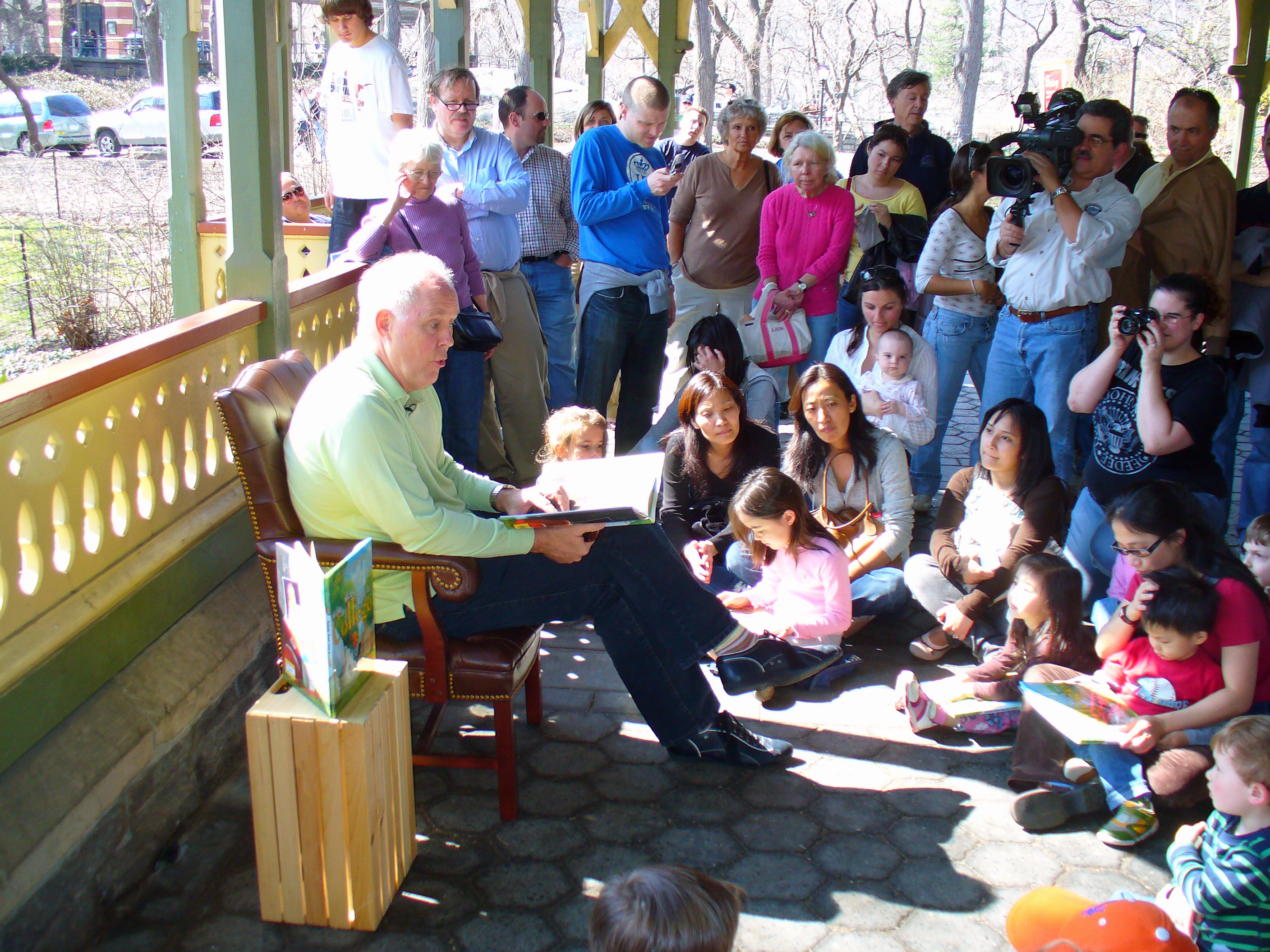
Lithgow llegint un llibre per a nens el 2007

Lithgow ha fet un ampli treball per a nens, incloent diversos llibres i àlbums. Fins i tot va portar els nens a algunes actuacions de Brahms Hungarian Dance Ballet i El Trencanous de Txaikovski, on era el director de l'orquestra mentre els nens actuaven. Alguns dels seus títols de llibres són Marsupial Sue, Marsupial Sue Presents The Runaway Pancake, Lithgow Party Paloozas!: 52 maneres inesperades de fer que un aniversari, una festa o qualsevol dia sigui una celebració per a nens: Carnaval dels animals, A Lithgow Palooza: 101 maneres d'entretenir i inspirar als vostres fills, Sóc un manatí, Micawber, The Remarkable Farkle McBride, Mahalia Mouse va a la universitat i Tinc dos gossos. També va aparèixer com a convidat a Ants in Your Pants, un programa infantil canadenc.
Lithgow va iniciar una carrera com a artista amb Singin' in the Bathtub, un àlbum de música infantil de 1999. El juny de 2002, Lithgow va publicar el seu segon àlbum infantil Farkle and Friends; tanmateix, Waylon Jennings va morir quatre mesos abans del seu llançament, i va ser dedicat a la seva memòria. Va ser el company musical del seu llibre The Remarkable Farkle McBride, que explica la història d'un jove geni musical. Farkle and Friends compta amb els talents vocals de Lithgow i Bebe Neuwirth, amb el suport també de la Bill Elliott Swing Orchestra. L'agost de 2006, Lithgow va publicar un àlbum tribut a Franz Schubert, The Sunny Side of the Street, el seu tercer àlbum infantil i el primer amb Razor&Tie. Aquest àlbum inclou versions de cançons clàssiques del Great American Songbook, com ara Getting to Know You i Ya Gotta Have Pep. Produït per JC Hopkins, l'àlbum compta amb aparicions convidades de Madeleine Peyroux, Wayne Knight, Sherie Rene Scott i Maude Maggart. Lithgow també fa aparicions ocasionals a l'escenari i a la televisió cantant cançons infantils, acompanyant-se a la guitarra.
El 2022, Lithgow va lliurar a Liv Ullmann el Premi Honorífic de l'Acadèmia als Premis Governors.

### Obres satíriques
Retrats polítics

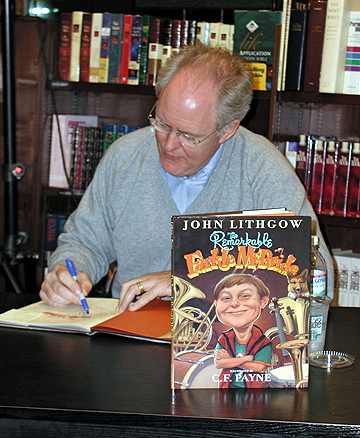
Lithgow autografiant còpies de The Remarkable Farkle McBride

El juny de 2019, Lithgow va retratar Donald Trump a The Investigation: A Search for the Truth in Ten Acts, una lectura en directe de l’informe del conseller especial Robert Mueller sobre la campanya presidencial de Trump el 2016. Escenificada a l'altar de l'església Riverside de la ciutat de Nova York, la lectura va ser creada pel dramaturg Robert Schenkkan i narrada per Annette Bening. També va comptar amb Kevin Kline com Mueller, Joel Gray com Jeff Sessions, Jason Alexander com Chris Christie i Alfre Woodard com Hope Hicks. També va retratar a Rudy Giuliani en una sèrie de sketches a The Late Show with Stephen Colbert.
L'octubre de 2019, Lithgow va publicar Dumpty: The Age of Trump in Verse, un llibre de poemes i il·lustracions. El projecte es va originar quan se li va demanar a Lithgow que interpretés una cançó a l'estil de Gilbert i Sullivan que va escriure sobre Michael Flynn. El llibre va ocupar el tercer lloc dels best-sellers de no ficció de tapa dura del New York Times durant la seva primera setmana. El 29 de setembre de 2020, Chronicle Books va publicar un llibre de seguiment , Trumpty Dumpty Wanted a Crown. Lithgow va contribuir amb el treball de veu en off per a la versió del llibre d'àudio A Day in the Life of Marlon Bundo, un llibre infantil del 2018 escrit per Jill Twiss, guionista de comèdia per al programa de televisió de HBO Last Week Tonight amb John Oliver. El llibre és una paròdia solta d’A Day in the Life of the Vice President de Marlon Bundo, un llibre infantil escrit per l'aleshores, la filla del vicepresident dels Estats Units, Mike Pence, Charlotte Pence, i il·lustrat per la seva dona Karen Pence.

## Vida personal
Lithgow es va casar amb Jean Taynton, un professora, el 1966. Van tenir un fill junts, Ian Lithgow. La parella es va separar arran d'una aventura entre John Lithgow i l'actriu Liv Ullmann, i es va divorciar el 1980. Lithgow es va casar posteriorment amb la professora d'història de la UCLA Mary Yeager i van tenir un fill i una filla junts.

## Crèdits i reconeixements d'actuació
Lithgow ha rebut dos premis Tony, sis premis Emmy, dos premis Globus d'Or, tres premis del gremi d'actors de la pantalla, un premi de comèdia americana, quatre premis Drama Desk i també ha estat nominat a dos premis de l'Acadèmia i quatre premis Grammy. Lithgow ha rebut una estrella al Passeig de la Fama de Hollywood i va ser inclòs al Saló de la Fama del Teatre Americà.
Lithgow va ser elegit membre de la American Philosophical Society el 2019.